# Filippo Maniero
Filippo "Pippo" Maniero (* 11. září 1972, Padua, Itálie) je italský fotbalista, který vystřídal mnoho italských mužstev.

## Statistika
| Klub               | Sezóna  | Liga   | Liga | Pohár  | Pohár | LM či EL | LM či EL | celkem | celkem |
| Klub               | Sezóna  | zápasy | Goly | zápasy | Goly  | zápasy   | Goly     | zápasy | Goly   |
| ------------------ | ------- | ------ | ---- | ------ | ----- | -------- | -------- | ------ | ------ |
| Calcio Padova      | 1989/90 | 12     | 3    | ?      | ?     | ?        | ?        | ?      | ?      |
| Atalanta Bergamo   | 1990    | 6      | 0    | ?      | ?     | ?        | ?        | ?      | ?      |
| Calcio Padova      | 1990/91 | 5      | 0    | ?      | ?     | ?        | ?        | ?      | ?      |
| Ascoli Calcio 1898 | 1991    | 17     | 4    | ?      | ?     | ?        | ?        | ?      | ?      |
| Calcio Padova      | 1991/92 | 4      | 1    | ?      | ?     | ?        | ?        | ?      | ?      |
| Calcio Padova      | 1992/93 | 4      | 0    | ?      | ?     | ?        | ?        | ?      | ?      |
| Calcio Padova      | 1993/94 | 25     | 1    | ?      | ?     | ?        | ?        | ?      | ?      |
| Calcio Padova      | 1994/95 | 31     | 9    | ?      | ?     | ?        | ?        | ?      | ?      |
| Sampdoria Janov    | 1995/96 | 25     | 6    | ?      | ?     | ?        | ?        | ?      | ?      |
| Hellas Verona      | 1996/97 | 33     | 12   | ?      | ?     | ?        | ?        | ?      | ?      |
| AC Parma           | 1997/98 | 10     | 4    | ?      | ?     | ?        | ?        | ?      | ?      |
| AC Milan           | 1998    | 13     | 3    | ?      | ?     | ?        | ?        | ?      | ?      |
| AC Venezia         | 1998/99 | 27     | 12   | ?      | ?     | ?        | ?        | ?      | ?      |
| AC Venezia         | 1999/00 | 30     | 9    | ?      | ?     | ?        | ?        | ?      | ?      |
| AC Venezia         | 2000/01 | 28     | 15   | ?      | ?     | ?        | ?        | ?      | ?      |
| AC Venezia         | 2001/02 | 31     | 18   | ?      | ?     | ?        | ?        | ?      | ?      |
| US Palermo         | 2002/03 | 31     | 13   | ?      | ?     | ?        | ?        | ?      | ?      |
| Brescia Calcio     | 2003/04 | 18     | 1    | ?      | ?     | ?        | ?        | ?      | ?      |
| FC Turin           | 2004/05 | 27     | 6    | ?      | ?     | ?        | ?        | ?      | ?      |
| Brescia Calcio     | 2003/04 | 18     | 1    | ?      | ?     | ?        | ?        | ?      | ?      |
| Glasgow Rangers    | 2005    | 0      | 0    | ?      | ?     | ?        | ?        | ?      | ?      |
| Glasgow Rangers    | Celkově | 377    | 117  | ?      | ?     | ?        | ?        | ?      | ?      |